# 大澤弘子
大澤 弘子（おおさわ ひろこ）旧姓網島は、日本テレビ放送網社長室新規事業部担当部長、アチーブメント代表取締役副社長。2013年頃から情報カルチャー局担当部長兼プロデューサーとなり、2016年6月1日より社長室企画部担当部次長、社長室企画部主席プログラムコンサルタント。早稲田大学卒業。

## 担当番組

### 現在
スペシャル番組
- ビートたけしの教科書に載らない日本人の謎
- 恋するマジロン（2011年1月3日放送）
- 海を渡ったサムライ&なでしこ 世界が認めた日本人に感謝状SP（2013年2月11日放送）
- もしもの夢叶えます! 魔法のランプSHOW
- 7daysチャレンジTV

### 過去

#### プロデューサー
- くちコミ☆ジョニー!
- TVおじゃマンボウ
- 特上!天声慎吾
- 専門チャンネル 専テレgo!go!
- 未来創造堂
- 心ゆさぶれ!先輩ROCK YOU
- ママモコモてれび

#### 編成
- みのもんたの“さしのみ”
- 世界一受けたい授業
- くりぃむしちゅーのどっきり大作戦

#### 総合演出
網島名義
- 地球は女で回ってる?
- 週刊!特ダ～ネ家族!!